# Цурків
Цуркі́в — село в Україні, у Рівненському районі Рівненської області. Населення становить 426 осіб.

## Географія
Селом протікає річка Швидівка.

## Історія
У 1906 році село Мізоцької волості Дубенського повіту Волинської губернії. Відстань від повітового міста 25 верст, від волості 6. Дворів 67, мешканців 385.

## Населення
Згідно з переписом УРСР 1989 року чисельність наявного населення села становила 428 осіб, з яких 186 чоловіків та 242 жінки.
За переписом населення України 2001 року в селі мешкало 408 осіб. 100 % населення вказало своєю рідною мовою українську мову.

## Походження назви

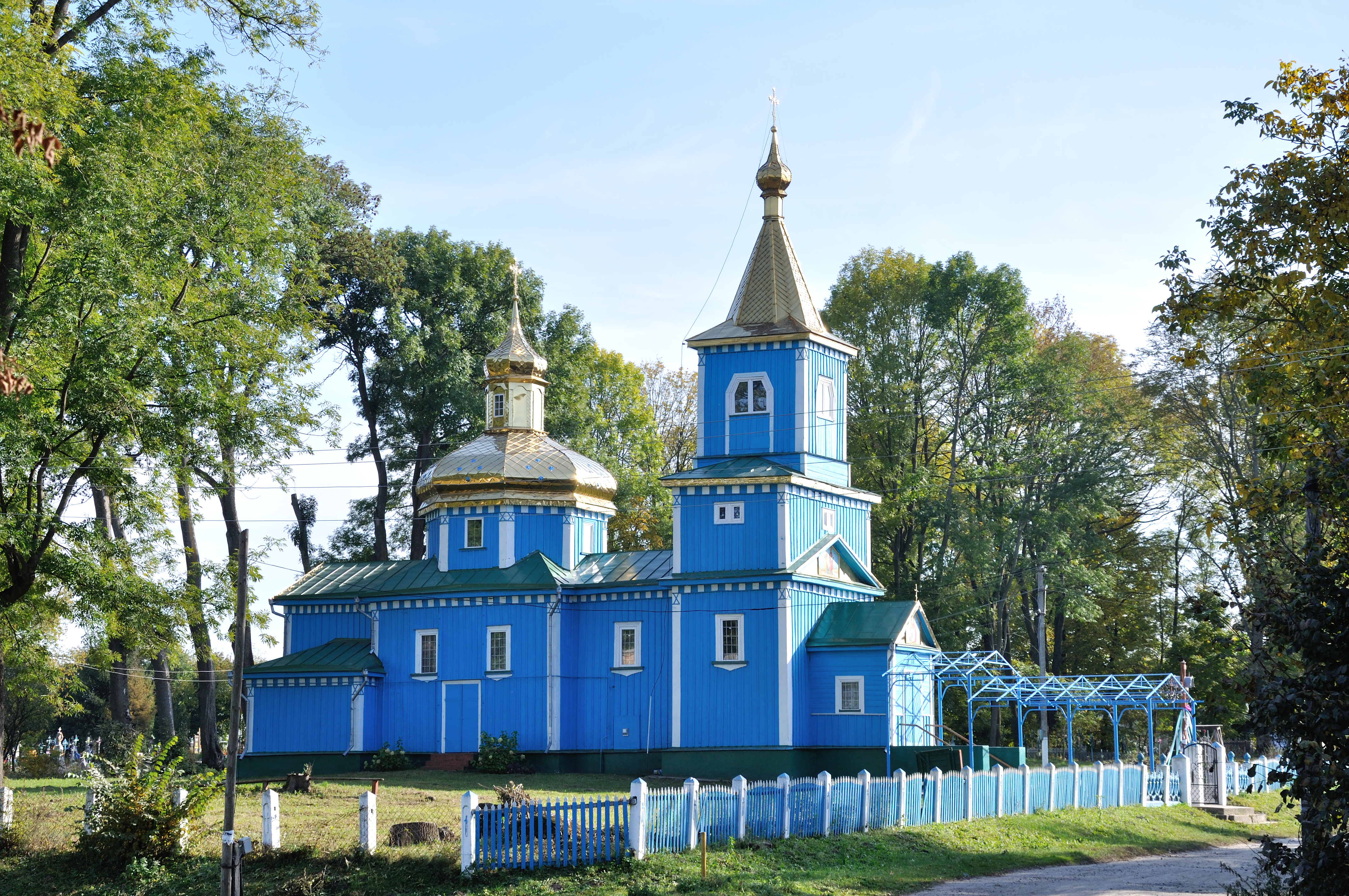
Церква Параскеви (дер.), с. Цурків,.jpg

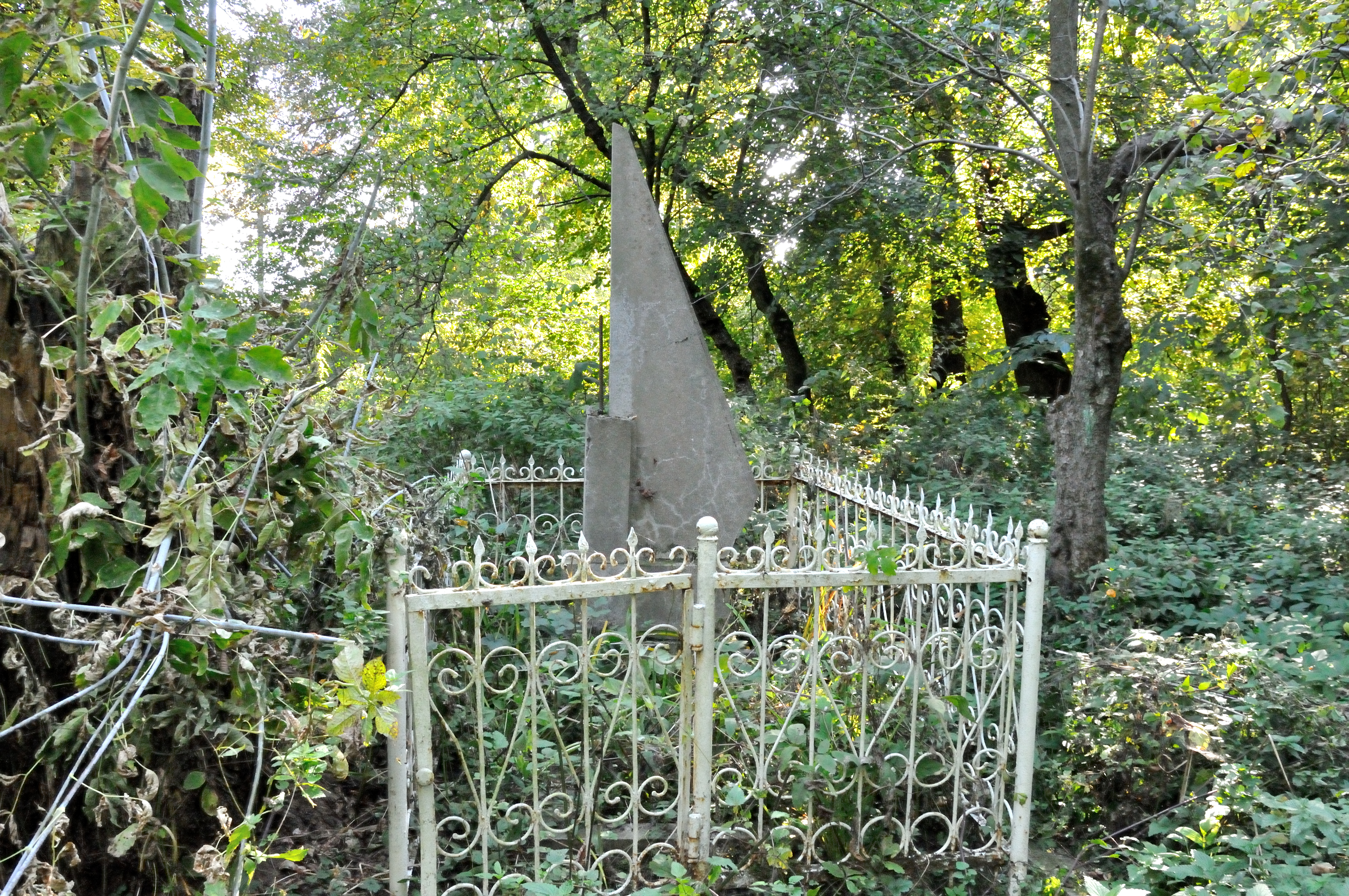
Могила червоноармійця Корчагіна, с. Цурків,.jpg

Назва Цурків (колись — «Цурков», «Чурков») походить від особового імені Цурко, де нарощене «ко» до первісного «Цур» («Цур-о», «Цур-а»), котре формувало значення «син Цура». Болгарське «Цуро» виводять від імені Суро, де значення «світлорусий», «світлосивий». Проте існує здогад, що Суро (Цуро) було староруським захисним іменем, втілюючи ідею «Хай відштовхує злі очі, чарівництво!», «Нехай не зможе бачити яскраве світло, щоб уціліти!» Мовляв, людину з таким іменем буде обминати нечиста сила й всяке буденне зло.
Але крім сказаного, особове наймення Цурко допустимо виводити і з польського иура(цур) «чорт, біс»; цураць сє «цуратися», «викликати огиду». Варто згадати ще для роздумів про походження цього імені (прізвища, прізвиська) інші зіставні: українське цурка «короткий відрубок дерева», «паличка для в'язання снопів»; цуркий «великий»; цурка йому «кінець йому»; російське цурить «примічувати»; польське цурка «дочка».
З фрагментів оповідей випливає, ніби тут, де центр села, колись осів якийсь приблуда-відлюдник, котрий у всьому «цурався» околишніх поселян, через що його назвали Цурком. А коли тут почала зростати оселя, казали: «Цурка десь забрали, проте село Цурковим назвали». Існують ще інші оповіді.